# Geophagus itapicuruensis
Geophagus itapicuruensis es una especie de peces de la familia Cichlidae en el orden de los Perciformes.

## Distribución geográfica
Se encuentra en el río Itapicuru (Bahia, Brasil ).